# Scutula
Scutula — рід грибів родини Micareaceae. Назва вперше опублікована 1852 року.